# Języki caingang
Języki caingang – rodzina w większości wymarłych języków Brazylii z fyli makro-ge . Czasem są zaliczane do południowej gałęzi języków ge.

## Klasyfikacja
- grupa taven
  - język cabelludo
  - język chiqui (taven)
  - † język guaiana
  - język gualachi
  - język ivitorocai
  - język tain
- grupa kaingang
  - język kaingang
  - † język kaingáng São Paulo
- język xokleng
- język chiqui
- język chocren
- język dorin
- język nhacfateitei